# Madagalli, Mysore
Madagalli là một làng thuộc tehsil Mysore, huyện Mysore, bang Karnataka, Ấn Độ.